# Krwawa środa

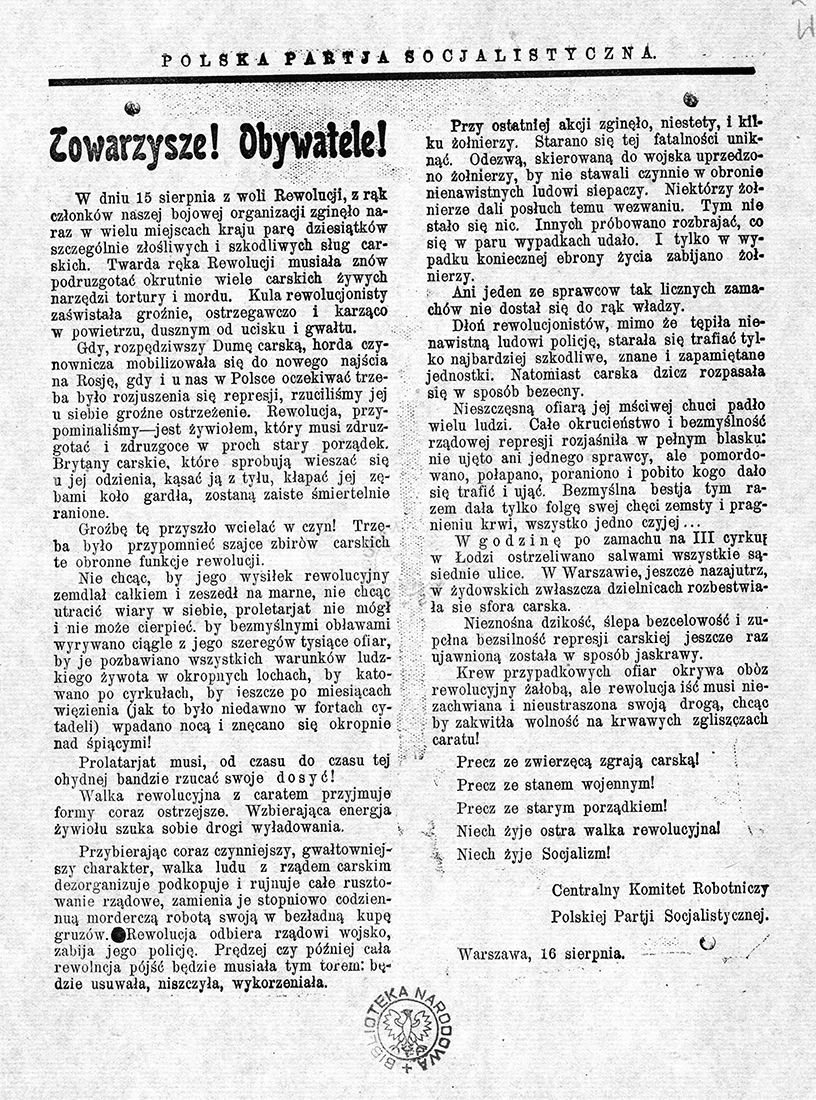
Odezwa wydana przez Polską Partię Socjalistyczną 16 sierpnia, dzień po „krwawej środzie”

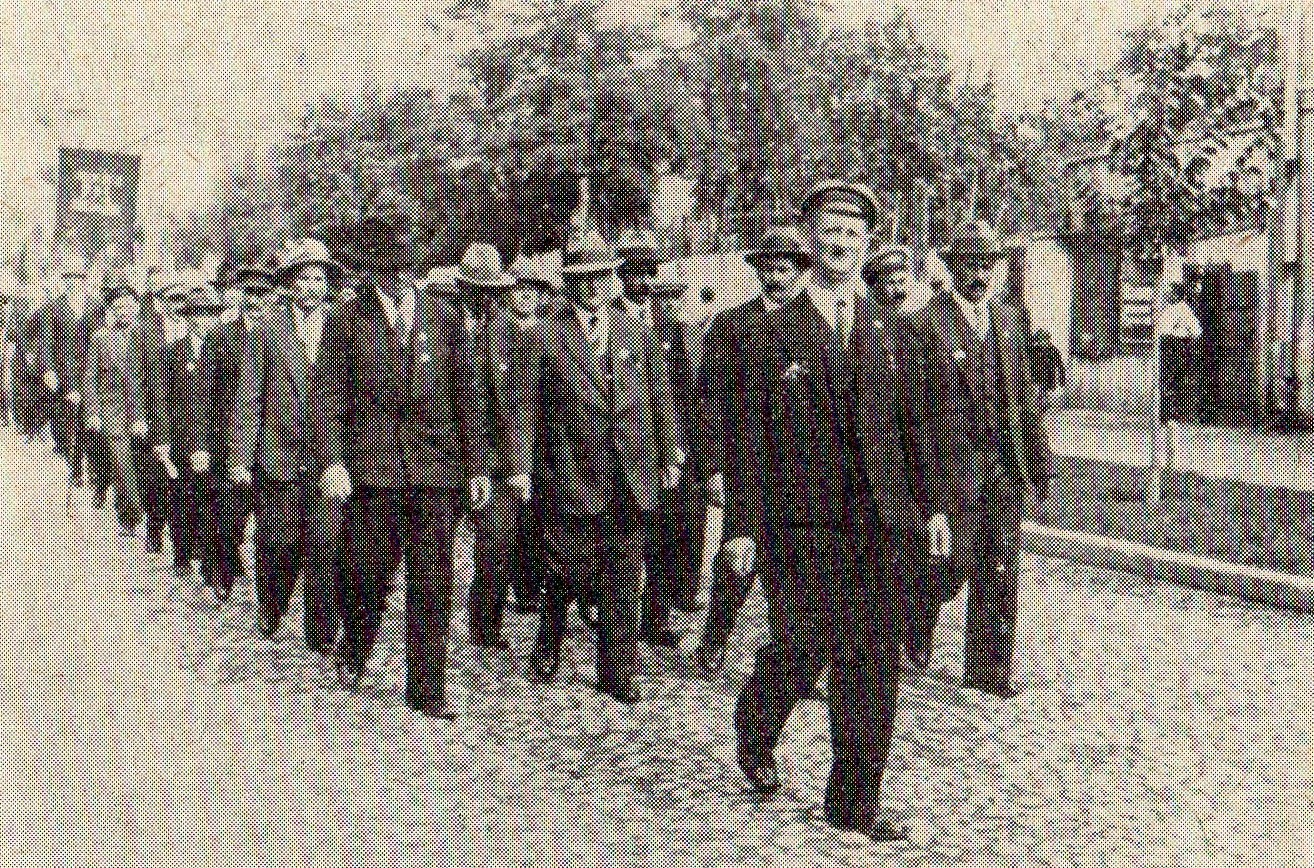
6 września 1936. Obchody 30. rocznicy krwawej środy w okręgu radomsko-kieleckim PPS (członkowie dawnej organizacji bojowej PPS)

Krwawa środa – skoordynowana akcja bojowców Organizacji Bojowej Polskiej Partii Socjalistycznej skierowana przeciwko rosyjskim władzom okupacyjnym w Królestwie Polskim, przeprowadzona 15 sierpnia 1906, w czasie rewolucji 1905 roku (1905–1907).
W tym dniu w 19 miastach Królestwa Polskiego dokonano zamachów na 80 Rosjan, głównie na policjantów, żandarmów, konfidentów i agentów Ochrany. Miały one na celu powstrzymanie represji carskich służących stłumieniu trwającej wówczas rewolucji 1905 roku. W Warszawie akcja ta spowodowała panikę w garnizonie rosyjskim i wycofanie na kilka dni głównych sił z miasta. Przed akcją PPS wystosowała odezwę do żołnierzy carskich, aby nie wszczynali akcji odwetowych, bo działania bojowców są wymierzone tylko w najbardziej znienawidzone jednostki: katów i agentów.
Do najważniejszych akcji należały:
- W Warszawie OB PPS (Henryk Baron) dokonała napadu na VII cyrkuł miejski praski rzucając dwie bomby. Bomby wrzucono również do urzędu żandarmerii, naczelnika kancelarii straży ziemskiej i na rogu ul. Chłodnej i Wroniej, gdzie doszło do starcia z kozakami,
- W Łodzi grupa ok. 30–40 bojowców zaatakowała III cyrkuł policyjny na rogu ulic Rozwadowskiej (Zamenhofa) i Spacerowej (Aleja Kościuszki). Do środka wrzucono pięć bomb, z których trzy eksplodowały. Zginęło dwóch żołnierzy, a dwunastu policjantów i żołnierzy zostało rannych. Na ulicy Aleksandryjskiej (Bojowników Getta Warszawskiego) bojówka zabiła żołnierza i zraniła dwóch, na ulicy Mikołajewskiej (Sienkiewicza) raniono kozaka, a na ulicach Karola (Żwirki) i Zawadzkiej (Próchnika) zabito dwóch policjantów. Wojsko zabiło dwóch zamachowców i zraniło kilku przechodniów[2],
- We Włocławku we własnym mieszkaniu zastrzelono naczelnika straży ziemskiej kpt. Pietrowa.